# 18101 Coustenis
18101 Coustenis este un asteroid din centura principală de asteroizi.

## Descriere
18101 Coustenis este un asteroid din centura principală de asteroizi. A fost descoperit pe 5 iunie 2000 la Stația Anderson Mesa în cadrul programului LONEOS. Asteroidul prezintă o orbită caracterizată de o semiaxă mare de 2,28 ua, o excentricitate de 0,19 și o înclinație de 5,1° în raport cu ecliptica.